# Plavecký Mikuláš
Plavecký Mikuláš (allemand : Blasenstein-Sankt-Nikolaus) est un village de Slovaquie situé dans la région de Bratislava.

## Histoire
Première mention écrite du village en 1394.

## Démographie

### Évolution de la population
| Année:               | 1994. | 2004.   | 2014.   | 2024.   |
| -------------------- | ----- | ------- | ------- | ------- |
| Nombre de personnes: | 731   | 719     | 717     | 740     |
| Différence:          |       | -1,64 % | -0,27 % | +3,20 % |

| Année:               | 2023. | 2024.   |
| -------------------- | ----- | ------- |
| Nombre de personnes: | 729   | 740     |
| Différence:          |       | +1,50 % |

## Politique
| Nom           | Parti politique      | date de l'élection | Fin du mandat |
| ------------- | -------------------- | ------------------ | ------------- |
| Mária Jeklová | Candidat indépendant | 02.12.2006         | décembre 2010 |